# Testudobracon asphondyliae
Testudobracon asphondyliae is een insect dat behoort tot de orde vliesvleugeligen (Hymenoptera) en de familie van de schildwespen (Braconidae). De wetenschappelijke naam van de soort werd voor het eerst geldig gepubliceerd door Haider & Shujauddin in 2004.